# (3174) Alcock
(3174) Alcock – planetoida z pasa głównego asteroid okrążająca Słońce w ciągu 5,58 lat w średniej odległości 3,15 au. Odkrył ją Edward Bowell 26 października 1984 roku w stacji Anderson Mesa, należącej do Lowell Observatory. Nazwa planetoidy pochodzi od George’a Alcocka – brytyjskiego astronoma amatora.